# Carmen de Lirio
Carmen de Lirio, all'anagrafe María del Carmen Forns Aznar (Saragozza, 31 ottobre 1926 – Barcellona, 4 agosto 2014), è stata un'attrice e cantante spagnola, protagonista del teatro di rivista degli anni cinquanta e sessanta.
Dotata di una particolare bellezza, si mise in luce nei teatri del Paral·lel di Barcellona, dove fu una delle vedette più famose della compagnia di Joaquín Gasa e dove fu ammirata da impresari, toreri, calciatori ed attori di Hollywood. Recitò inoltre in una quarantina di pellicole cinematografiche, a partire dall'inizio degli anni cinquanta, lavorando con registi quali Vicente Aranda (di cui fu una musa) , Jesús Franco, Fernando Fernán Gómez, Antonio Ribas, José Antonio de la Loma, ecc.

## Filmografia parziale

### Cinema
- La leggenda di Parsifal (Parsifal), regia di Daniel Mangrané e Carlos Serrano de Osma  (1952)
- Era lei che lo voleva!, regia di Marino Girolami e Giorgio Simonelli (1953)
- Viva la rivista!, regia di Enzo Trapani (1953)
- La pecadora, regia di Ignacio F. Iquino (1956)
- La ironía del dinero, regia di Edgar Neville e Guy Lefranc (1957)
- Cabaret trágico, regia di Alfonso Corona Blake (1958)
- Secretaria para todo, regia di Ignacio F. Iquino (1958)
- La vida alrededor, regia di Fernando Fernán Gómez (1959)
- Meravigliosa (Los dos rivales), regia di Carlos Arévalo e Siro Marcellini (1960)
- Goliath contro i giganti, regia di Guido Malatesta (1961)
- Scappamento aperto (Échappement libre), regia di Jean Becker (1964)
- Los salvajes en Puente San Gil, regia di Antonio Ribas (1966)
- Operación Mata Hari, regia di Mariano Ozores (1968)
- Justine, ovvero le disavventure della virtù (Marquis de Sade: Justine), regia di Jesús Franco (1968)
- Un solo grande amore (La casa de las palomas), regia di Claudio Guerín (1972)
- Aborto criminal, regia di Ignacio F. Iquino (1973)
- Clara es el precio, regia di Vicente Aranda (1975)
- La trastienda, regia di Jordi Grau (1975)
- Donna padrona (Adulterio a la española), regia di Arturo Marcos (1976)
- El Francotirador, regia di Carlos Puerto (1977)
- Carne apaleada, regia di Javier Aguirre (1978)
- Lady Lucifera (Polvos mágicos), regia di José Ramón Larraz (1979)
- Las alegres chicas de Colsada, regia di Rafael Gil (1984)
- Yo, 'El Vaquilla', regia di José Antonio de la Loma (1985)
- Amanece, que no es poco, regia di José Luis Cuerda (1989)
- Un submarí a les estovalles, regia di Ignasi P. Ferré (1991)
- Tiempos mejores, regia di Jordi Grau (1994)
- Tres días de libertad, regia di José Antonio de la Loma (1996)
- La Moños, regia di Mireia Ros (1996)
- Platillos volantes, regia di Óscar Aibar (2003)

### Televisione
- La noche del licenciado - film TV (1979)
- La huella del crimen 2 - serie TV, 1 episodio (1991)
- El cor de la ciutat - serie TV, 1 episodio (2003)

## Autobiografia
- 'Carmen de Lirio. Memorias de la mítica 'vedette' que burló la censura  (2009)[5]